# 阿姆夫羅西耶夫卡
阿姆夫羅西伊夫卡（發音：[ɐmˈwrɔ.s⁽ʲ⁾i.jiu̯.kɐ] ⓘ），又按俄语名译为阿姆夫羅西耶夫卡（羅馬化：Amvrosiyevka），法理上是乌克兰顿涅茨克州顿涅茨克区阿姆夫罗西伊夫卡市镇内的城市及该市镇的行政中心，事实上為俄罗斯頓涅茨克人民共和國阿姆夫罗西耶夫卡区的行政中心。該市位於克倫卡河畔，距離首府頓涅茨克70公里，始建於1869年，面積19.4平方公里，海拔高度164米，2022年人口数量为17,998人。

## 图集

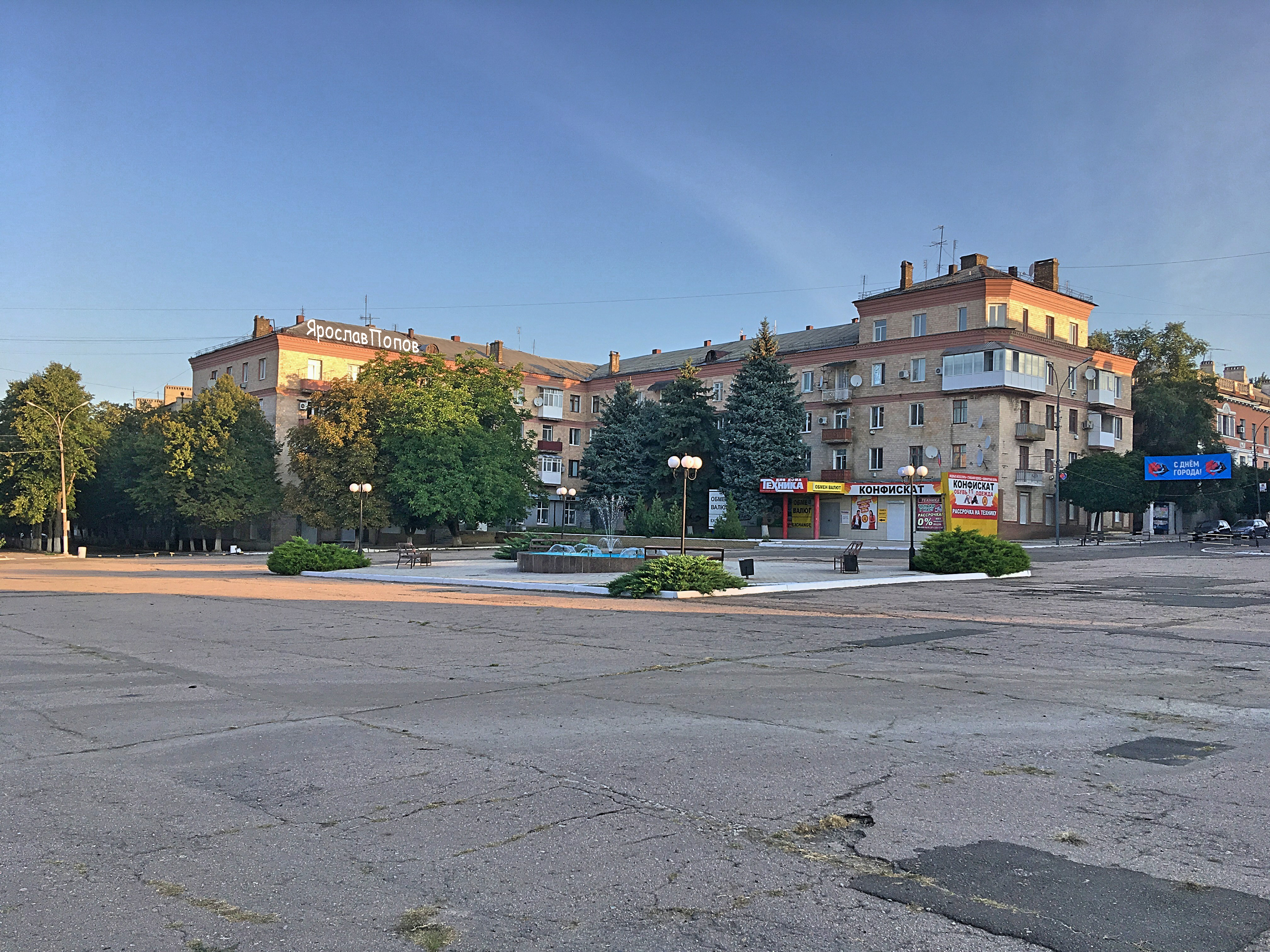